# Heorhij Żylin
Heorhij Semenowycz Żylin (ukr. Георгій Семенович Жилін, ros. Георгий Семёнович Жилин, Gieorgij Siemionowicz Żylin; ur. 18 sierpnia 1925 w Kijowie, zm. 12 września 1997 tamże) – ukraiński wioślarz reprezentujący ZSRR, dwukrotny medalista olimpijski.
Wystąpił na igrzyskach olimpijskich w Helsinkach w 1952 roku, gdzie wspólnie z Ihorem Jemczukiem zdobył srebrny medal w dwójkach podwójnych. W finale o 6,1 sekundy wyprzedziła ich osada ZSRR, a o 5,4 sekundy pokonali osadę Urugwaju. Na rozgrywanych cztery lata później igrzyskach olimpijskich w Melbourne razem z Jemczukiem i Władimirem Pietrowem zdobył brązowy medal w dwójkach ze sternikiem. W finale uplasowali się o 4,9 sekundy za osadą USA i o 1,8 sekundy za osadą Wspólnej Reprezentacji Niemiec. 
Ponadto zdobył złoto na mistrzostwach Europy w Gandawie (1955) i brąz na mistrzostwach Europy w Amsterdamie (1954) w dwójkach podwójnych. Wywalczył również srebro w dwójce ze sternikiem na mistrzostwach Europy w Duisburgu (1957).
Zdobywał mistrzostwo ZSRR w dwójce podwójnej w latach 1952-1956 i w dwójce ze sternikiem w latach 1957-1959. Odznaczony tytułem  Zasłużonego Mistrza Sportu ZSRR i Orderem „Znak Honoru”.